# Figoni et Falaschi
La Figoni et Falaschi è stata una carrozzeria francese, fondata da italiani, attiva dal 1920 a subito dopo la Seconda guerra mondiale.

## Storia e profilo

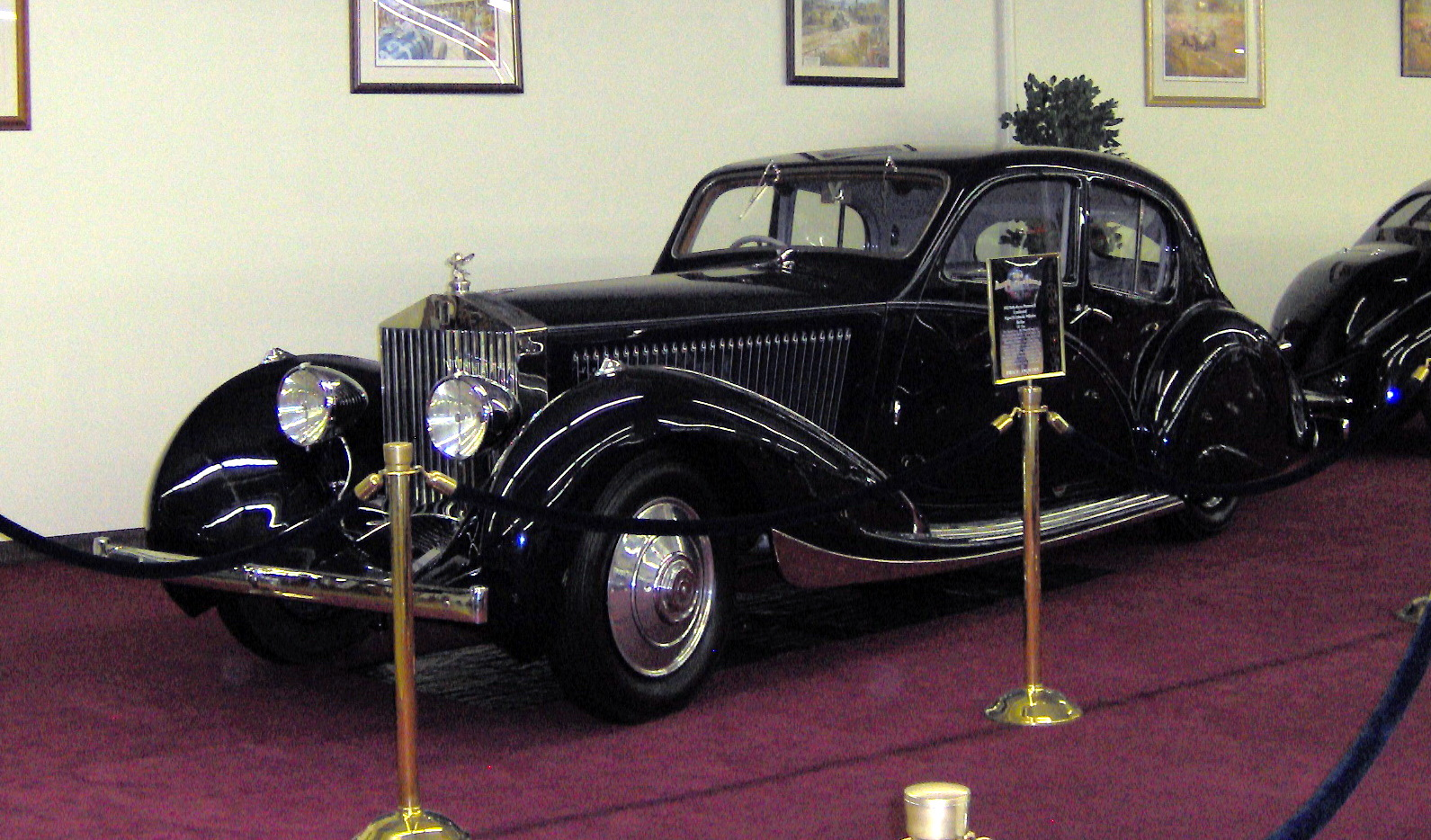
Una Rolls-Royce Phantom II del 1932 carrozzata da Figoni & Falaschi

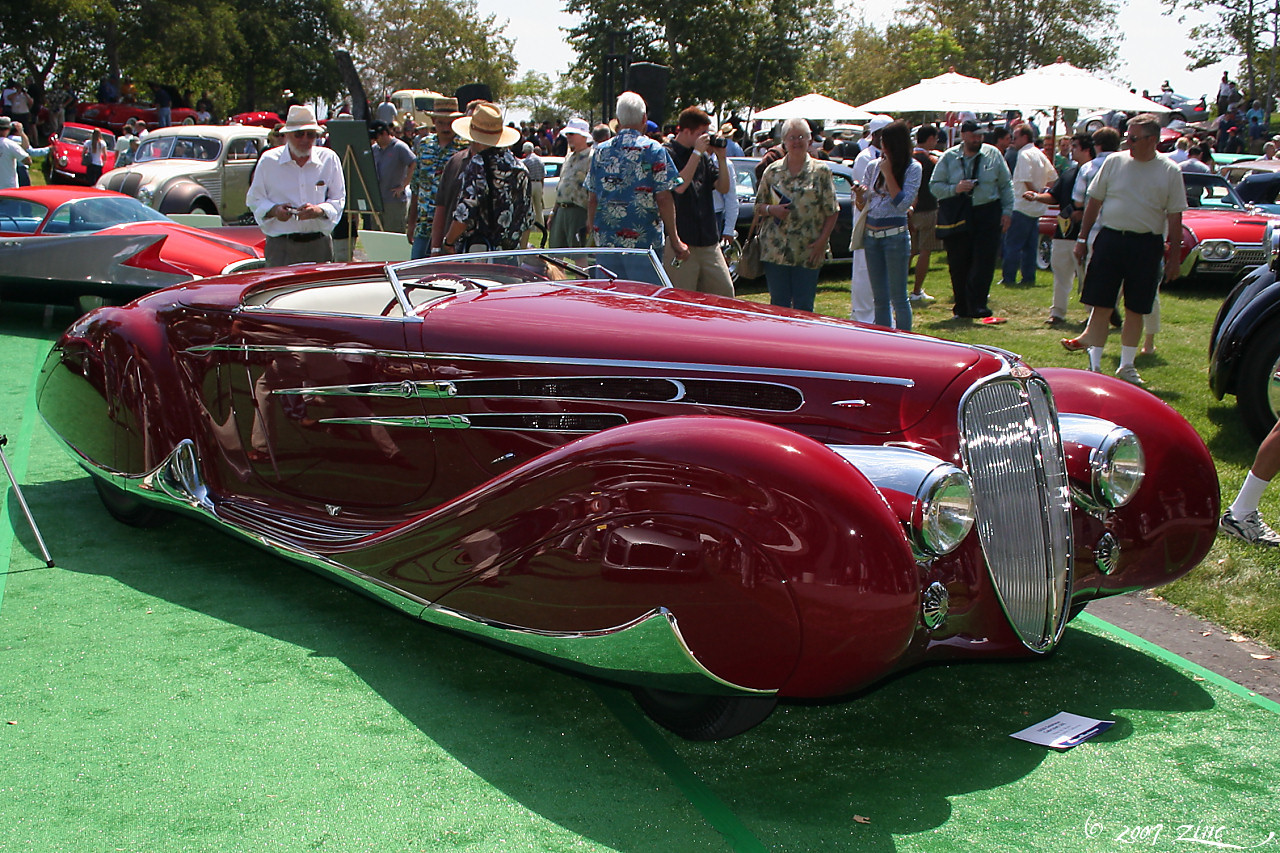
La Delahaye 165 Figoni & Falaschi del 1939

Questa carrozzeria prese il nome dai due fondatori, Giuseppe Figoni e Ovidio Falaschi, italiani, ma trapiantati in Francia. In realtà, per gran parte della sua esistenza, la carrozzeria ha visto la partecipazione del solo Figoni. Falaschi sarebbe entrato a farne parte solo a partire dal 1935. 

Dopo i primi anni in sordina, la carrozzeria si impose all'attenzione di tutta Europa al Salone di Londra del 1930, quando espose alcune sue creazioni sulla base di alcune Delage D8, vetture di lusso in listino già da un paio di anni.

In seguito, la Figoni et Falaschi ritentò con alcune altre creazioni su base Alfa Romeo, Rolls-Royce e Duesenberg, che riscossero solo pochi consensi. Figoni si occupò delle modifiche alla carrozzeria delle Alfa Romeo 8C 2300 per consentire di partecipare alla 24 ore di Le Mans di quello stesso anno, con Sommer e Chinetti che vinsero la gara. I parafanghi carenati portavano il suo marchio. Lo stesso accadde nel 1933, quando Sommer vinse la 24 ore di Le Mans in coppia con Nuvolari e nel 1934, quando a vincere furono Chinetti e Etancelin. Maggior successo arrise ad alcune Lancia previste per il mercato francese.

Ma si trattava di una questione di tempo: oramai il germe della moda stilistica dell'aerodinamica era già stato gettato. La Figoni & Falaschi era semplicemente troppo avanti nei tempi rispetto alle altre vetture e ai gusti del pubblico, pubblico che cominciò a gradire i lavori di tale carrozzeria solo dalla metà degli anni trenta. Fu a partire da quel momento che la Figoni & Falaschi raggiunse il massimo del suo successo, grazie alle sue ardite forme aerodinamiche, ricche di carenature e particolari cromati. Il suo stile fu definito "flamboyant", un termine che sta indicare in campo automobilistico un'esasperazione del concetto di aerodinamica applicato ad un'automobile. Fu anche definito come "goutte d'eau", ossia goccia d'acqua, per via delle sue forme che ricordavano la fluidità di una goccia. Validissime interpretazioni di tale stile furono quelle su base Talbot-Lago, Delage e Delahaye. Di quest'ultima, celeberrimo fu il modello Type 165, prodotto in un unico esemplare e considerato come il capolavoro della carrozzeria.

Il dopoguerra vide un rapido declino della carrozzeria, la quale non avendo più vetture di prestigio da carrozzare, a parte alcuni modelli di scarso successo, dovette cessare l'attività che la rese famosa e dedicare gli ultimi anni a realizzazioni su base Renault, SIMCA ed infine Citroën.